# Cotesia cirphicola
Cotesia cirphicola är en stekelart som först beskrevs av Bhatnagar 1948.  Cotesia cirphicola ingår i släktet Cotesia och familjen bracksteklar. Inga underarter finns listade i Catalogue of Life.